# Albert Préjean

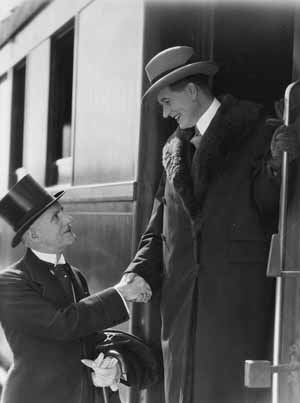
Albert Préjean, stående i tågvagnen.

Albert Préjean, född 27 oktober 1894 i Pantin, Frankrike, död 1 november 1979 i Paris, Frankrike, var en fransk skådespelare. Han gjorde runt 100 filmroller, majoriteten under 1920-talet och 1930-talet, och många huvudroller. I flera filmer hade han Danielle Darrieux som motspelare.

## Filmografi, urval
- 1924 – Paris sover
- 1927 – Det var i vår ungdom
- 1928 – Helvetet vid Verdun
- 1929 – De nya herrarna
- 1930 – Sången om Paris
- 1932 – Falsk men äkta
- 1934 – Krisen är slut
- 1934 – Moderna gycklare
- 1934 – Min syster och jag
- 1935 – En vildkatt
- 1938 – Mollenard
- 1942 – Ikväll är jag nyckfull!